# Chacal-de-dorso-negro
O chacal-de-dorso-negro (Lupulella  mesomelas) é uma espécie de chacal (do persa شغال shoghal), e portanto um  membro da família Canidae.
Com um ano de idade, o chacal-de-dorso-negro alcança a maturidade sexual. Tem cerca de 4 a 8 crias, precisando de um período de gestação de dois meses. Seu peso de adulto é de 10 a 15 kg, com um comprimento de 80 cm a um metro, e uma cauda de 20 cm.
Vive em regiões muito secas, mas evitando o deserto. O seu habitat distribui-se apenas em África, vivendo duas subespécies em áreas separadas: C. m. schmidti mais a norte na Etiópia, Sudão, Somália, Quénia, Uganda e Tanzânia; e C. m. mesomelas mais a sul desde o Cabo da Boa Esperança até Angola, Zimbabwe e Moçambique.
Tem hábitos noturnos, e durante o dia escapa do calor refugiando-se no seu esconderijo, entre as rochas, ou debaixo da vegetação. Possui uma grande resistência que o permite correr grandes distâncias durante toda uma noite se precisar. Ainda que goste de uma vida solitária, pode chegar a formar pequenos grupos conformados pela sua própria família. Alimenta-se de pequenos mamíferos, insetos e répteis, mas prefere as carcaças.
Integra-se sem medo aos núcleos populacionais, sem saber que é temido pelo homem devido ao fato de transmitir a raiva. Esse canideo descende de um parente em comum ao cão, lobo e coiote.